# Bad Hofgastein
Bad Hofgastein (tyskt uttal: [baːt ˈhoːfɡastaɪ̯n]) är en ort och kommun i förbundslandet Salzburg i Österrike. Kommunen har 6 703 invånare (2024), på en yta av 103,72 km². Bad Hofgastein är beläget omkring 860 meter över havet.

## Historia
Gasteindalens historia går tillbaka till romartiden. Genom dalen gick handelsvägar mellan nuvarande Italien och Tyskland/Österrike. Hofgastein kom tidigt att bli dalens huvudort och centrum för silver- och guldbrytningen i de omkringliggande bergen. Här fanns bland annat Gasteindalens domstol ("Gerichtshof") som kom att ge orten dess namn ("Hof in der Gasstein"). Ortens första kyrka byggdes år 894 och fick sitt nuvarande utseende på 1400-talet.
Hofgastein fick marknadsrättigheter på 1200-talet. Under 1500- och 1600-talen förföll orten på grund av fallande guldpriser, naturkatastrofer, pesten och oroligheter i samband med trettioåriga kriget.
I början på 1800-talet upplöstes Salzburg som eget land och Hofgastein blev en del av Österrike. Orten blev en kurort och fick rätt till termalvatten från källorna i grannkommunen Bad Gastein. Sedan 1830 transporteras termalvattnet i en åtta kilometer lång termalvattenledning från Bad Gastein. Sedan 1936 heter kommunen Bad Hofgastein.

## Geografi
Bad Hofgastein är beläget i Alperna i Gasteindalen, mellan kommunerna Dorfgastein i norr och Bad Gastein i söder. Kommunens centrala delar är omgivna av alptoppar. Genom kommunen flyter Gasteiner Ache som har sina källor i nationalparken Hohe Tauern. Gasteiner Ache mynnar ut i floden Salzach strax utanför Gasteindalen.

## Näringsliv
Bad Hofgasteins näringsliv domineras av kur- och vinterturismen. Kommunen tar årligen emot cirka 145 000 gäster. Dessutom är jordbruket fortfarande en viktig näring.

## Indelning
Kommunen består av tio orter (Ortschaften) (inom parentes invånarantal 1 januari 2024):

- Anger (1 306)
- Bad Hofgastein (2 870)
- Breitenberg (265)
- Gadaunern (225)
- Harbach (270)
- Heißingfelding (655)
- Laderding (158)
- Vorderschneeberg (601)
- Weinetsberg (110)
- Wieden (243)